# Arturo Del Castillo
Arturo Del Castillo (Concepción, 21 marzo 1925 – Buenos Aires, 1992) è stato un fumettista cileno considerato uno dei migliori disegnatori sudamericani per lo stile accurato e dettagliato.

## Biografia
Nacque a Concepción, nel Cile, nel 1925 e si dedica presto al disegno da autodidatta; grazie al fratello Jorge che si era trasferito in Argentina per lavorare presso agenzia di pubblicità, si trasferisce anche lui a Buenos Aires nel 1948 dove inizia a collaborare alla rivista Aventuras facendo il lettering e, nel 1950, esordisce come disegnatore pubblicando illustrazioni e riduzioni di romanzi celebri sulle riviste Intervalo ed El Tony. Si fa un nome per la precisione e l'accuratezza dei suoi disegni che lo resero uno dei migliori disegnatori del periodo iniziando dal 1959 a collaborare anche con varie case editrici straniere e partecipando anche a una mostra a metà degli anni sessanta presso il museo del Louvre di Parigi. Nel 1957, su testi di Héctor Oesterheld, disegna lo sceriffo Randall oltre a realizzare biografie a fumetti di personaggi storici ma diverrà celebre per le numerose storie western, pubblicate anche in Europa. Nel 1962, su testi di Ray Collins, realizza la serie Garret. Nel 1964 realizza altri western come Larrigan e Los tres mosqueteros en el Oeste; nel 1974 crea altre storie western come El Cobra, ancora con Ray Collins e, con testi di Oesterheld, Loco Sexton. La serie Ringo, realizzata in collaborazione con Oesterheld tra il 1968 e il 1974, è stata una delle sue più lunghe.
Muore a Buenos Aires nel 1992.

## Premi e riconoscimenti
- Premio Yellow Kid "una vita per il cartooning" al Salone Internazionale dei Comics (1980)